# Xylocopa electa
Xylocopa electa är en biart som beskrevs av Smith 1874. Xylocopa electa ingår i släktet snickarbin, och familjen långtungebin. Inga underarter finns listade i Catalogue of Life.